# Ptichodis
Ptichodis is een geslacht van vlinders van de familie spinneruilen (Erebidae), uit de onderfamilie Catocalinae.

## Soorten
- P. agrapta Hampson, 1913
- P. bistriga Herrich-Schäffer, 1869
- P. bistrigata Hübner, 1818
- P. bucetum Grote, 1883
- P. carolina Smith, 1905
- P. crucis Fabricius, 1794
- P. dorsalis Fabricius, 1775
- P. fasciata Jones, 1921
- P. flavistriaria Hübner, 1825
- P. herbarum Guenée, 1858
- P. infecta Walker, 1858
- P. lima Guenée, 1852
- P. mensurata Walker, 1862
- P. ovalis Grote, 1883
- P. palpalis Dognin, 1916
- P. vinculum Guenée, 1852